# Saison 2 de Falco
Chronologie
Saison 1 Saison 3
Cet article présente les épisodes de la deuxième saison de la série télévisée policière française Falco.

## Synopsis de la saison
En mai 1991, le lieutenant de police Alexandre Falco, agent brillant promis à une belle carrière et bon père de famille, retrouve pour une enquête son coéquipier et meilleur ami, Jean-Paul Ménard, dans le but de faire tomber un groupe de malfrats. Mais pris dans une embuscade, Falco reçoit une balle dans la tête, alors qu'il est déjà assommé. Il tombe alors dans le coma.
Vingt-deux ans plus tard, il sort de son sommeil profond et découvre qu'autour de lui, les choses ont beaucoup changé : sa femme Carole a refait sa vie et sa fille Pauline, qu'il a connu bébé, est devenue adulte. Refusant la retraite proposée par Ménard, son ancien équipier devenu commissaire, il réintègre les rangs de la police et mène l’enquête aux côtés du lieutenant procédurier Romain Chevalier et du brigadier Éva Blum.

## Distribution

### Acteurs principaux
- Sagamore Stévenin : Alexandre Falco
- Clément Manuel : Romain Chevalier
- Mathilde Lebrequier : Carole Sarda-Falco
- Alexia Barlier : Éva Blum
- Arno Chevrier : Jean-Paul Ménard
- Franck Monsigny : Philippe Chéron
- Marie Béraud : Pauline Falco
- Romane Portail : Eléonore Ménard
- Lilly-Fleur Pointeaux : Joy
- Anne Caillon : Cécile Pereggi
- Magali Mignac : Laure Spitzer

### Acteurs invités
- Marie-Anne Chazel : La mère supérieure (Épisode 5)

## Liste des épisodes

### Épisode 1:Comme des frères
- Belgique : 13 mai 2014 sur La Une
- France : 15 mai 2014 sur TF1

- Belgique : 173 900 téléspectateurs[1]
- France : 6,78 millions de téléspectateurs[2]

- Catherine Marchal : Marie Orueta

### Épisode 2:La Mort dans l'âme
- Belgique : 13 mai 2014 sur La Une
- France : 15 mai 2014 sur TF1

- Belgique : 133 200 téléspectateurs[1]
- France : 5,7 millions de téléspectateurs[2]

### Épisode 3:Au clair de la lune
- Belgique : 20 mai 2014 sur La Une
- France : 22 mai 2014 sur TF1

- Belgique : 190 400 téléspectateurs[3]
- France : 6,1 millions de téléspectateurs[4]

### Épisode 4:Dans la peau
- Belgique : 20 mai 2014 sur La Une
- France : 22 mai 2014 sur TF1

- Belgique : 191 200 téléspectateurs[3]
- France : 5,3 millions de téléspectateurs[4]

### Épisode 5:Samaël
- Belgique : 27 mai 2014 sur La Une
- France : 29 mai 2014 sur TF1

- Belgique : 208 205 téléspectateurs[5]
- France : 5,84 millions de téléspectateurs[6]

### Épisode 6:Artifices
- Belgique : 27 mai 2014 sur La Une
- France : 29 mai 2014 sur TF1

- Belgique : 205 800 téléspectateurs[5]
- France : 5,2 millions de téléspectateurs[6]